# Multioppia neglecta
Multioppia neglecta är en kvalsterart som beskrevs av Pérez-Íñigo 1969. Multioppia neglecta ingår i släktet Multioppia och familjen Oppiidae. Inga underarter finns listade i Catalogue of Life.